# Буковинська Українська Самооборонна Армія
Букови́нська украї́нська самооборо́нна а́рмія (БУСА) — підпільна збройна формація, що складалася переважно з українців Буковини та Бессарабії. Мала на меті створення Самостійної Соборної Української держави.

## Вересень 1943— липень 1944

Шумка Василь Миронович («Луговий»)

Перші повстанські відділи, що насправді були звичайним сільським ополченням, в Буковині з'явилися восени 1943 року, однак ще у серпні того ж року Буковиною прокотилася хвиля арештів членів ОУН, через що зв'язки місцевих повстанців із ОУН були перервані.
У 1944 році на базі збройних відділів ОУН у Бессарабії та Буковині почалося створення перших відділів народної самооборони, що отримали назву Буковинської української самооборонної армії (БУСА). БУСА діяла в основному в гірських та низовинних районах Буковини та Бессарабії. Головою армії став сільський учитель Василь Шумка на псевдо «Луговий». Загальна чисельність армії становила близько тисячі чоловік, переважно українців. Оскільки на той час Буковина знаходилась під окупацією німецько-румунських військ, основна діяльність армії була направлена на партизанську боротьбу із дрібними частинами супротивника та пропаганду серед місцевого населення. На початку 1944 року, із наближенням радянських частин, БУСА почала тісніше співпрацювати з ОУН-УПА.

## Липень 1944— травень 1945
У липні 1944 року командир БУСА В. Шумка без дозволу Буковинського та Центрального проводів ОУН вступив у переговори з німцями. За це на початку серпня відділи ОУН роззброїли БУСА, а командирський склад розстріляли. У вересні 1944 року залишки БУСА стали основою Буковинського куреня УПА. Рештки БУСА перейшли кордон вслід за німецькими військами, що відступали, і згодом приєдналися до 1-ї Української дивізії УНА3